# Mondadientes

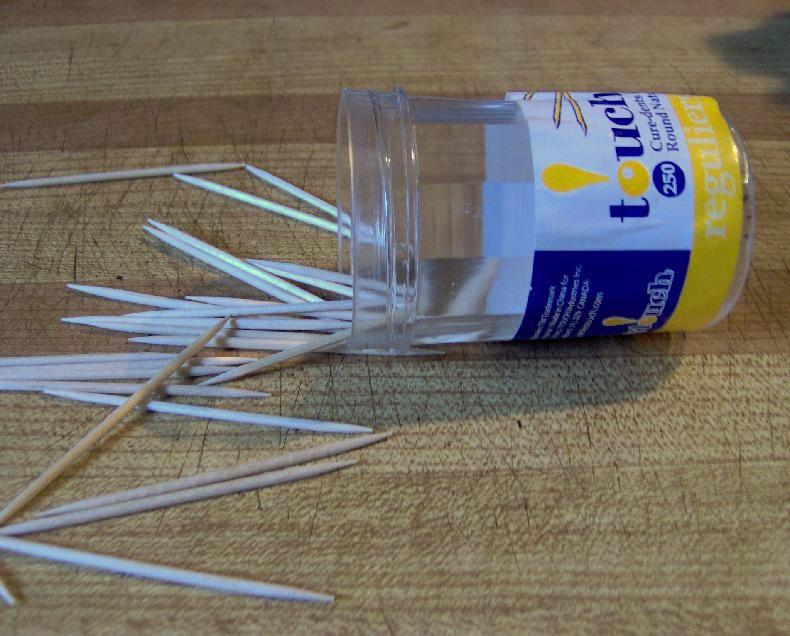
Palillos de plástico.

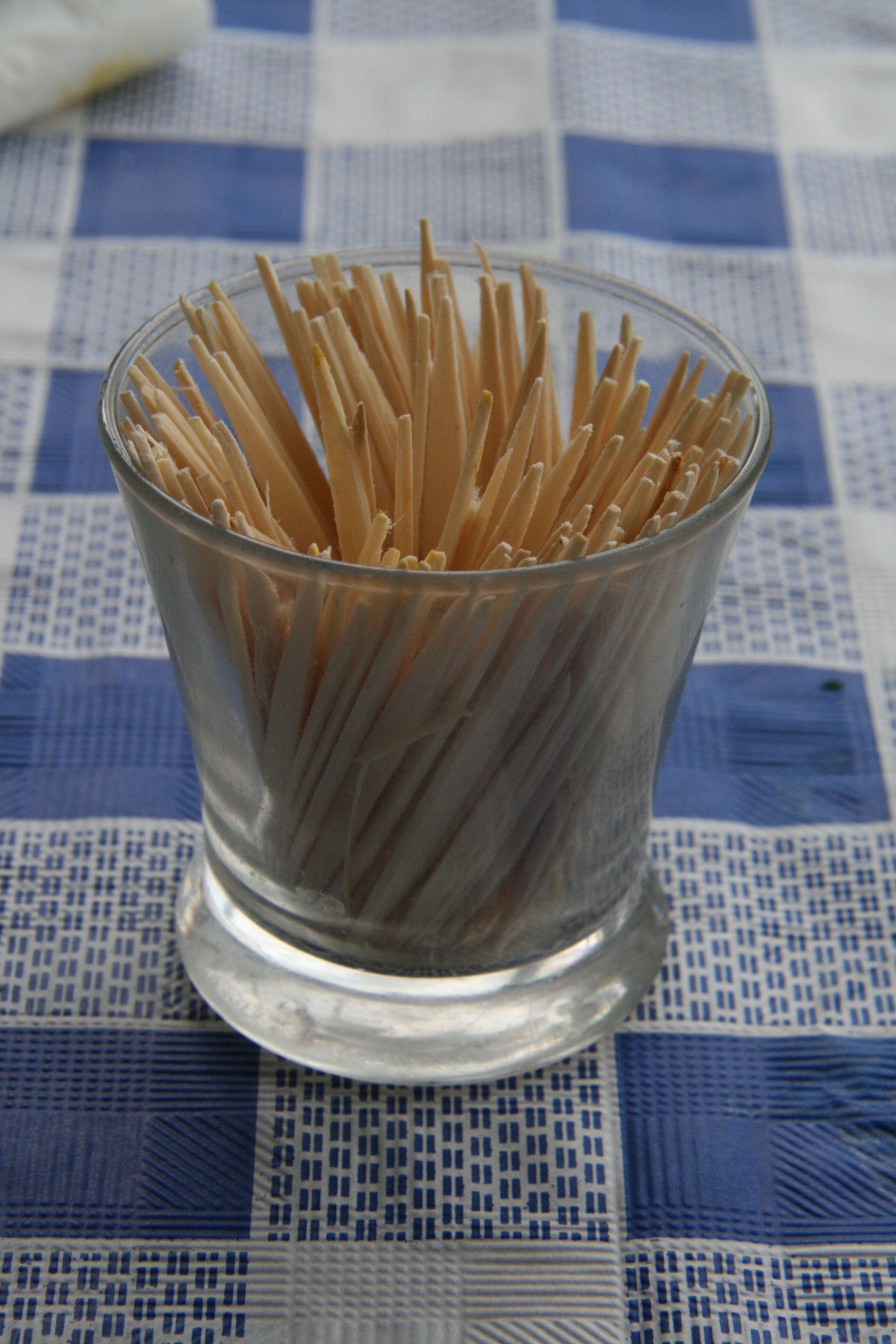
Mondadientes de madera.

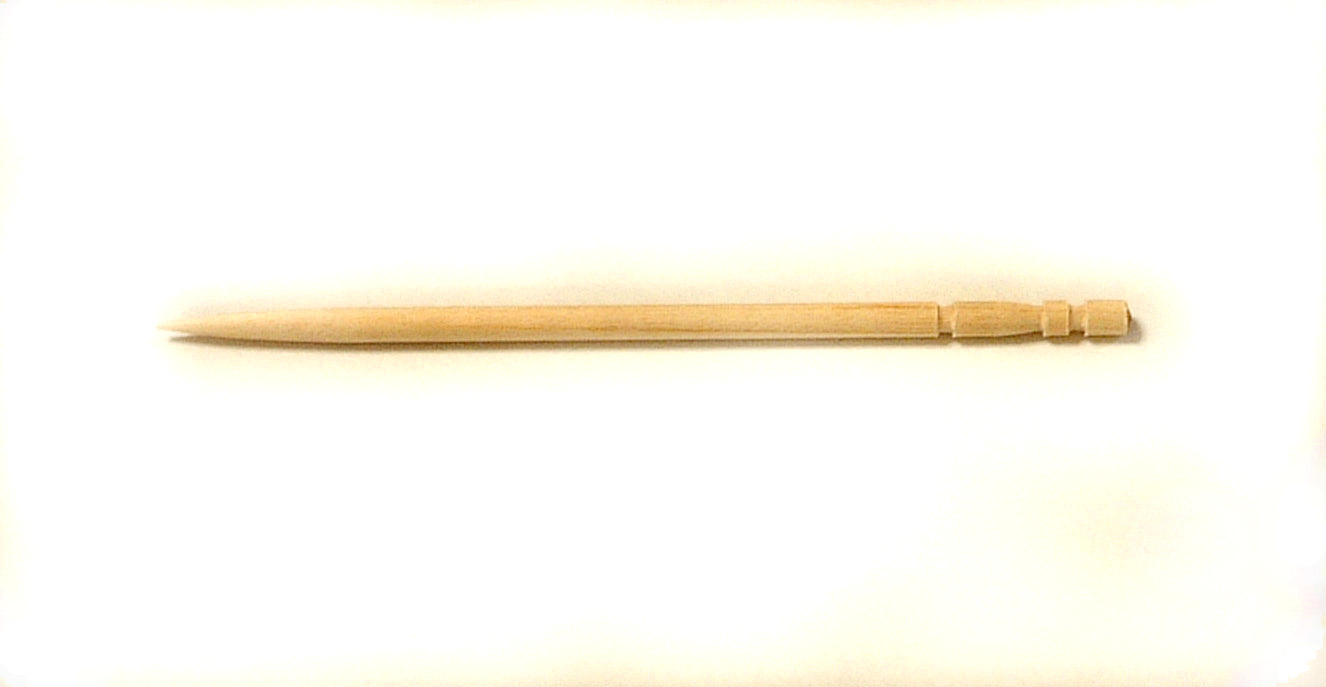
Un mondadientes del estilo japonés 爪楊枝(Tumayouji).

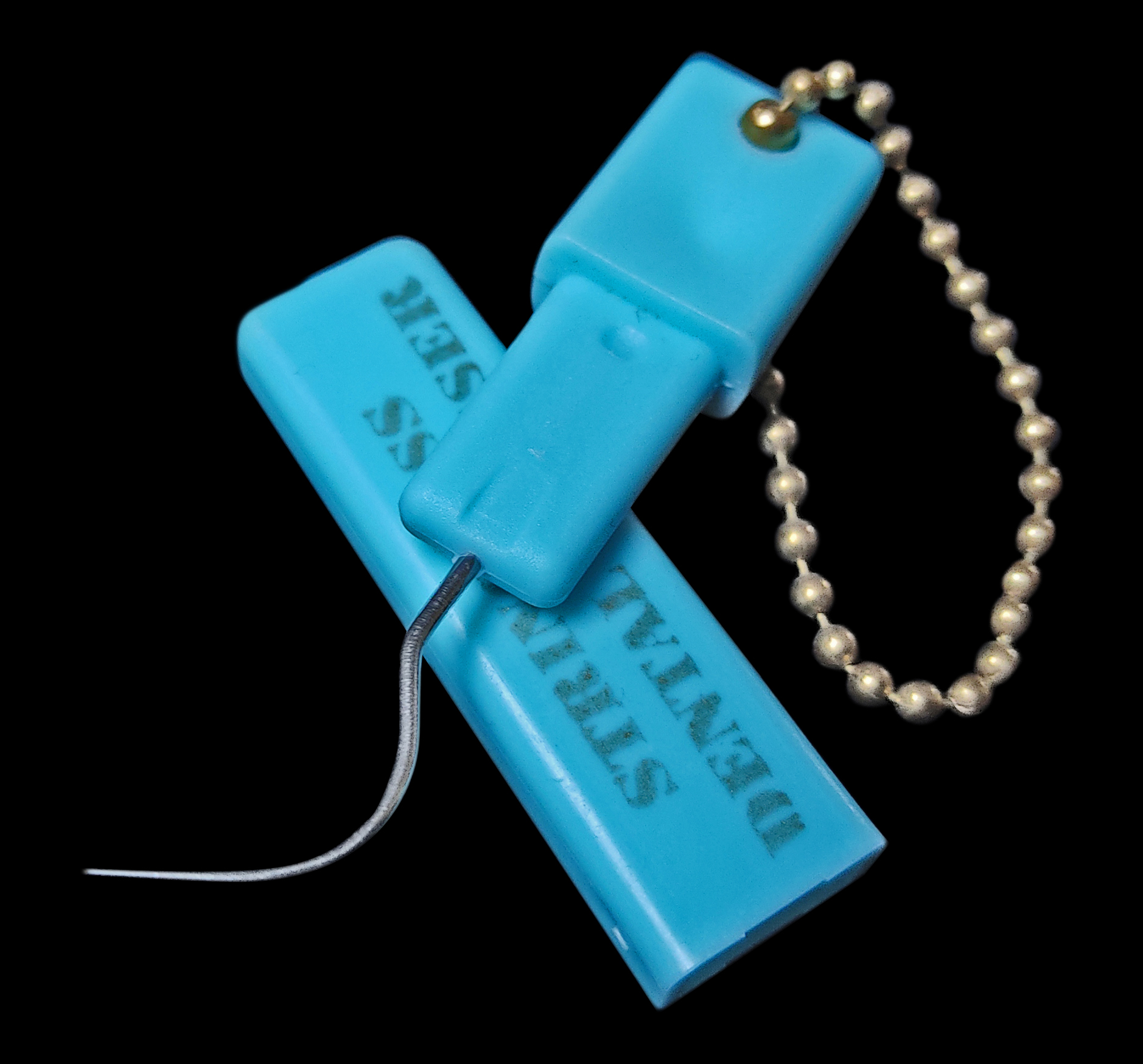
Palillo metálico curvo (reutilizable)

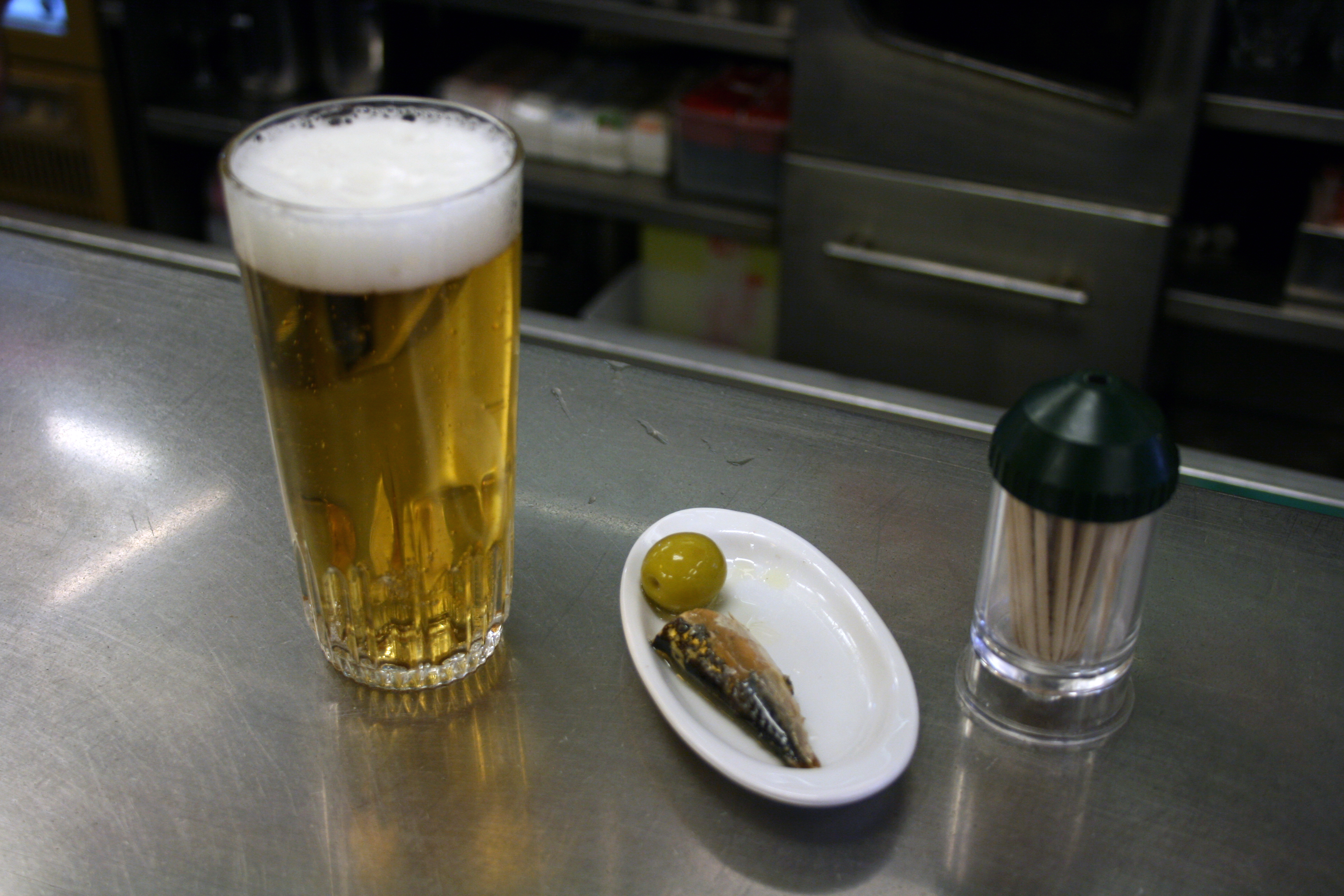
Imagen típica de un bar español: una tapa y una caña con un palillero.

El mondadientes, palillo de dientes o escarbadientes es un instrumento de madera, u otro material como el plástico, usado para quitar las sobras, generalmente trozos de comida (paluegos), de los dientes, normalmente después de una comida. En los bares y restaurantes se acostumbra a dispensar los mondadientes de forma gratuita a los comensales.

## Características
Los mondadientes suelen tener uno o dos extremos acabados en punta para meterlo entre los dientes y proceder a su limpieza. Se suelen emplear también como sustituto de la cubertería en algunos platos y raciones, como las tapas en los bares españoles. La gran utilidad del mondadientes se hace notoria en el hecho de que la versión de plástico (patentada en 1995 por Melisa Piccioli) de este pequeño instrumento es un firme componente de la navaja suiza. Hoy en día existen versiones en plástico que poseen formas ergonómicas capaces de hacer la misma función que las variantes clásicas en madera.

## Historia
El mondadientes ha existido durante miles de años y es probablemente el instrumento de limpieza dental más antiguo. Los mondadientes son bien conocidos por todas las culturas. Antes de que el cepillo de dientes fuera inventado, la gente se limpiaba los dientes con pequeños trozos de madera. Los mondadientes hechos de bronce han sido encontrados enterrados en tumbas prehistóricas del norte de Italia y en los Alpes Orientales. También eran conocidos en la Mesopotamia. 
Se dice que el tirano Agatocles fue asesinado en el 289 a. C. mediante un veneno de acción lenta, que un esclavo le daba en sus mondadientes. Los hay delicados, ejemplos artísticos de plata hechos en la antigüedad, como los hechos de lentisco por los romanos antiguos. En el siglo XVII se utilizaban los escarbadientes como objetos de lujo o como joyas. Estaban hechos de metales preciosos y decorados con piedras preciosas, artísticamente estilizados y esmaltados. 
Al día de hoy, desde la llegada de la odontología moderna, el uso de mondadientes se ha reducido mucho, y otros utensilios como la seda dental y los cepillos de dientes son mucho más utilizados. Sin embargo, debido a la reciente brecha en tecnología del sabor, el mondadientes sigue siendo popular entre mucha gente.